# قرآن کریم (ترجمه استاد ولی)
قرآن کریم با ترجمهٔ حسین استاد ولی یکی از ترجمه‌های فارسی قرآن است که در سال ۱۳۸۹ منتشر و در مراسم کتاب سال جمهوری اسلامی ایران به‌عنوان کتاب برگزیده معرفی شد.